# 卡西亞尼夫卡 (薩赫諾夫希納區)
49°5′4″N 35°55′44″E / 49.08444°N 35.92889°E
卡西亞尼夫卡（烏克蘭語：Касянівка），是烏克蘭東部的村莊，隸屬哈爾科夫州的別列斯京區。該村始建於1887年，面積0.11平方公里，海拔高度153米，2001年人口28，人口密度每平方公里254.6人。